# Бараново (Буйский район)
Бараново — деревня в Буйском районе Костромской области. Административный центр Барановского сельского поселения.

## География
Находится в западной части Костромской области на расстоянии менее 2 км на восток по прямой от районного центра города Буй.

## История
В 1872 году здесь было учтено 6 дворов, в 1907 году — 29.

## Население
Постоянное население составляло 47 человек (1872 год), 157 (1897), 187 (1907), 368 в 2002 году (русские 89 %), 341 в 2022.